# Sainte-Radegonde (Żyronda)
Sainte-Radegonde – miejscowość i gmina we Francji, w regionie Nowa Akwitania, w departamencie Żyronda.
Według danych na rok 1990 gminę zamieszkiwało 426 osób, a gęstość zaludnienia wynosiła 34 osób/km² (wśród 2290 gmin Akwitanii Sainte-Radegonde plasuje się na 770. miejscu pod względem liczby ludności, natomiast pod względem powierzchni na miejscu 904.).